# Eduardo Velasco Querino
Eduardo Velasco Querino (Santa Coloma de Gramenet, Barcelonès, 28 de juliol de 1968) és un actor espanyol.

## Biografia
A l'edat de 12 anys es trasllada a viure amb la seva família a la localitat de Los Corrales a la província de Sevilla. Encara en la seva joventut s'instal·la, de nou amb la seva família, a la ciutat de Màlaga. Anys després es va traslladar a la capital sevillana on es va llicenciar en art dramàtic per l'Institut de Teatre de Madrid. La seva gran oportunitat artística la hi proporciona José Carlos Plaza amb l'obra de teatre Solas, al costat de Lola Herrera.
Instal·lat ja a Madrid funda la companyia teatral Avanti Teatro.
En la pantalla petita, participa episòdicament a sèries com Los hombres de Paco, Los Serrano, Mis adorables vecinos, Acusados o Guante blanco, encara que la seva major popularitat televisiva a Espanya li arriba amb el personatge fix de Pedro Camacho, el professor de gimnàstica s la sèrie El internado. Posteriorment interpreta papers principals en sèries com Bandolera, La reina del sur o Servir y proteger, però encara que ha treballat tant en cinema com en televisió i teatre, aquest últim és el mitjà al qual més s'ha dedicat.

## Experiència professional

### Televisió
| Any             | Sèrie                                       | Canal                | Personatge                | Notes       |
| --------------- | ------------------------------------------- | -------------------- | ------------------------- | ----------- |
| 2005 - 2006     | Amar en tiempos revueltos                   | La 1                 | Client / Soci             | 3 episodis  |
| 2006            | Mis adorables vecinos                       | Antena 3             |                           | 1 episodi   |
| 2006            | Mesa para cinco                             | laSexta              |                           | 1 episodi   |
| 2006            | El comisario                                | Telecinco            |                           | 1 episodi   |
| 2006            | Tirando a dar                               | Telecinco            | Santiago                  | 7 episodis  |
| 2006 - 2007     | Los hombres de Paco                         | Antena 3             | Ex de Bernarda            | 2 episodis  |
| 2006 - 2007     | Los Serrano                                 | Telecinco            |                           | 2 episodis  |
| 2007            | Hospital Central                            | Telecinco            | Pare d’Antonio            | 1 episodi   |
| 2007 - 2008     | El Internado                                | Antena 3             | Pedro Camacho             | 29 episodis |
| 2008            | Lalola                                      | Antena 3             | Charly                    | 4 episodis  |
| 2008            | Guante blanco                               | La 1                 | Gerent bodega             | 1 episodi   |
| 2008            | Herederos                                   | La 1                 |                           | 1 episodi   |
| 2009            | Acusados                                    | Telecinco            | Antonio Mengual           | 3 episodis  |
| 2009            | 90-60-90, diario secreto de una adolescente | Antena 3             | Abe Mitre                 | 8 episodis  |
| 2010            | Aída                                        | Telecinco            | Arturo                    | 1 episodi   |
| 2010            | Águila roja                                 | La 1                 |                           | 2 episodis  |
| 2011            | La reina del Sur                            | Antena 3 / Telemundo | Coronel Abdelkader Chaib  | 17 episodis |
| 2011            | Cuéntame cómo pasó                          | La 1                 | Lorenzo                   | 2 episodis  |
| 2011            | Homicidios                                  | Telecinco            | Dr. Fernando Sánchez Lago | 1 episodi   |
| 2012            | Marco                                       | Antena 3             | Oficial                   | 1 episodi   |
| 2012            | Bandolera                                   | Antena 3             | José Mistral              | 63 episodis |
| 2012            | Concepción Arenal, la visitadora de presons | La 1                 | Germán                    | TV-Movie    |
| 2014            | Tierra de lobos                             | Telecinco            |                           | 1 episodi   |
| 2014            | Cuéntame un cuento                          | Antena 3             | Rober 'Gruñon'            | 1 episodi   |
| 2016            | Olmos y Robles                              | La 1                 | Amigo de Marcos           | 1 episodi   |
| 2016            | Víctor Ros                                  | La 1                 | Álvaro Cuendías           | 4 episodis  |
| 2017 - presente | Servir y proteger                           | La 1                 | Fernando Quintero Gómez   | ¿? episodis |
| 2019            | La reina del sur 2                          | Antena 3 / Telemundo | Coronel Abdelkader Chaib  | 60 episodis |
| 2021            | Toy Boy                                     | Atresplayer Premium  | Pare de Darío             | 1 episodi   |

### Teatre
- El Jurado Dir Andrés Lima. 2016
- El burlador de Sevilla Dir Darío Facal. Producció Teatro español. 2015
- Don Juan Tenorio Dir: Blanca Portillo. Versió de Juan Mayorga. 2014
- El encuentro. Dir: Julio Fraga. Idea original: Eduardo Velasco. Personatge: Santiago Carrillo. 2014
- El profeta loco. Dir: Paco Bernal. Text original de Eduardo Velasco. 2013
- Las flores de Don Juan. Dir: José Bornás. Text de Lope de Vega. 2013
- Ay, Carmela. Dir: José Sanchis Sinisterra. 2013
- Noches de acero. Director de l’obra. Text de Saúl F. Blanco. 2012
- De ratones y hombres. Dirigida per Miguel del Arco. (2012).[3]
- Volveremos a hablar de esta noche. Dir: por Jaime Palacios. Text de Jaime Palacios, estrena nacional. 2011.
- Productor de Julio César. Dir: José Carlos Plazas. 2010.
- Amor plautónico. Dirigida per Chusa Martín amb text de David Desola. Personatge: Boris. 2009.
- So happy together. Dir: per José Bornás. Produïda per Apata teatro. 2009.
- Solas. Centro Andaluz de Teatro/ Maestranza films/ Pentación Teatro. Dir: José Carlos Plaza. Personatge: Juan (El camioner) Gira 2005-2006.
- Fundador de Avanti Teatro y Productor Creativo de Después de Ricardo, Versió lliure de Ricardo III. Dir: Julio Fraga. Estrena a Almagro i a Feria de Teatro de Palma del Río 2005.
- Juro por Dios que este no es mi próximo espectáculo. Laraña Teatro SL. Gira 2002/ 03.
- Camino del cielo. Dir: per Jorge Rivera. Text de Juan Mayorga, estrena nacional. Produït per Skaena Teatro i el Teatro Alameda, Málaga. Personaje: El Delegado de la Cruz Roja.
- Otelo, el moro, Emilio Hernández. CAT. Personatge: Casio Gira 00/ 01.

### Cinema
- El futuro ya no es lo que era. Dir Pedro Luis Barbero. Zebra Producciones. 2015
- Flexibiliza. Corto. Dir: Remedios Crespo. 2014
- Promesas que cumplir Productora: MediaGroup Sureña. 2014
- El país del miedo Dir: Francisco Espada. Basat en una novel·la de Isaac Rosa. 2014
- Historias de Lavapiés Dir: Ramón Luque. 2013
- Fumando espero Dir: Eduardo Casanova. Corto. 2013
- ¿Dónde están las llaves? Dir: Ana Graciani. Corto. 2013
- Revenge Dir: Miguel Ángel Postigo. 2012
- La mula. Dir: Michael Radford. 2012
- Los niños salvajes Dir: Patricia Ferreira 2012
- La última isla Dir: Dacil Pérez Guzmán. 2012
- Lo que ha llovido. Dir: Antonio Cuadri. 2011.
- Disminuir el paso. Curt. Premi en el II Certamen de Cortos Deportivos de Marca. Dir: Iván Hermes. 2011
- Evelyn. Dir: Isabel Docampo. 2010.
- Donde el olor del mar no llega. Dir: Lilian Rosado González. 2010.
- Miénteme coproducida por IndigoMedia. 2009
- La balada del estrecho. Dir: Jaime Botella. 2009.
- Los minutos del silencio. Dir: Rafael Robles. 2008.
- Bajo el mismo cielo. Dir: Sílvia Munt. Arrayas Producciones. 2008.
- El patio de mi cárcel. Dir: Belén Macías. 2008.
- Carlitos y el campo de los sueños. Dir: Jesús del Cerro. 2008.
- Spinnin': 6000 millones de personas diferentes. Dir: Eusebio Pastrana. 2007.
- Ladrones. Dir: Jaime Marqués. 2007.
- Propiedad privada. Dir: Ángeles Muñiz. Cortometraje 35mm. Nominado a los Goya 2006.
- Cornamusa. Corto. Dir: Nacho Albert. 2006.
- El camino de Víctor. Dir: Dacil Pérez Guzmán. Sakai-films producciones 2004.
- Las huellas que devuelve el mar. Gabi Beneroso. Zona Zine del festival de cine de Málaga 2004.
- El día de mi boda. Corto. Sección oficial del Festival de cine de Málaga 2004.
- El juego de Pedro. Enrique García. Corto 2004
- Illo, ¿tienes un pitillo? Salvador Blanco. FICCAB 04 premi RTVA a la millor producció audiovisual andalusa. Premi del públic a Cinemálaga 2004 Curt.
- Historia de la economía social. Curt Documental. M30M. Presentador 2003
- La casa de la luna. Gabi Beneroso. 2002
- Punto y Coma. Hermanos López. Toma 27. En format HD 2002.
- Café. Enrique García. Primer premi de vídeo creació del festival de cinema de Málaga. 2001